# World Athletics Cross Country Tour 2022/23
Die World Athletics Cross Country Tour 2022/2023 war eine Serie von Laufveranstaltungen im Crosslauf, die vom Leichtathletik-Weltverband World Athletics organisiert wurde. Zwischen September 2022 und März 2023 wurden zahlreiche Einzelrennen, die in drei Kategorien, Gold, Silber oder Bronze eingeteilt sind, in verschiedenen europäischen Orten sowie in Afrika und Nordamerika ausgetragen. Die sechs besten Athletinnen und Athleten in der Gesamtwertung der Tour erhielten ein extra Preisgeld von World Athletics ausbezahlt.

## Gold
| Datum             | Veranstaltung                                                | Distanz            | Sieger                         | Siegerin                        | Bericht |
| ----------------- | ------------------------------------------------------------ | ------------------ | ------------------------------ | ------------------------------- | ------- |
| 15. Oktober 2022  | Cardiff Cross Challenge Cardiff                              | 9,6 km / 6,4 km    | Edward Pingua Zakayo 26:20 min | Pamela Kosgei 20:21 min         | [ 1 ]   |
| 23. Oktober 2022  | Bydgoszcz Crosslauf Bydgoszcz                                | 8,0 km / 6,0 km    | Levy Kibet 23:18 min           | Lucy Mawia 20:11 min            | [ 2 ]   |
| 23. Oktober 2022  | Cross Zornotza Amorebieta-Etxano                             | 8,7 km / 6,7 km    | Rodrigue Kwizera 25:45 min     | Isabel Barreiro 23:06 min       | [ 3 ]   |
| 6. November 2022  | Cross Internacional de Soria Soria                           | 10,0 km / 8,0 km   | Thierry Ndikumwenayo 28:34 min | Lucy Mawia 27:02 min            | [ 4 ]   |
| 13. November 2022 | Cross de Atapuerca Atapuerca                                 | 9,8 km / 7,8 km    | Thierry Ndikumwenayo 27:58 min | Beatrice Chebet 25:39 min       | [ 5 ]   |
| 20. November 2022 | Cross Internacional de Itálica Sevilla                       | 10,1 km / 10,1 km  | Thierry Ndikumwenayo 28:51 min | Yasemin Can 32:31 min           | [ 6 ]   |
| 27. November 2022 | Cross Internacional de La Constitucion Alcobendas Alcobendas | 10,06 km / 8,04 km | Rodrigue Kwizera 29:58 min     | Lucy Mawia 27:06 min            | [ 7 ]   |
| 1. Dezember 2022  | Cross Champs Austin                                          | 8,0 km             | Edwin Kurgat 23:28 min         | Alicia Monson 26:56 min         | [ 8 ]   |
| 18. Dezember 2022 | Cross Internacional de Venta de Baños Venta de Baños         | 10,58 km / 7,98 km | Rodrigue Kwizera 34:06 min     | Francine Niyonsaba 30:44 min    | [ 9 ]   |
| 6. Januar 2023    | Campaccio San Giorgio su Legnano                             | 10,0 km / 6,0 km   | Rodrigue Kwizera 28:42 min     | Rahel Daniel 18:10 min          | [ 10 ]  |
| 8. Januar 2023    | Juan Muguerza Crosslauf Elgoibar                             | 10,8 km / 7,6 km   | Selemon Barega 33:14 min       | Rahel Daniel 25:43 min          | [ 11 ]  |
| 15. Januar 2023   | Cinque Mulini San Vittore Olona                              | 10,2 km / 6,2 km   | Gideon Rono 29:00 min          | Beatrice Chebet 19:41 min       | [ 12 ]  |
| 22. Januar 2023   | CrossCup de Hannut Hannut                                    | 9,0 km / 8,0 km    | Yann Schrub 28:29 min          | Rahel Daniel 28:41 min          | [ 13 ]  |
| 4. Februar 2023   | Sirikwa Cross Country Classic Eldoret                        | 10,0 km            | Charles Lokir 30:14 min        | Faith Kipyegon 33:50 min        | [ 14 ]  |
| 5. Februar 2023   | Gran Premio Cáceres Campo a Través Calzadilla                | 10,0 km            | Yann Schrub 27:43 min          | Nancy Chepleting Meli 32:41 min | [ 15 ]  |
| 26. Februar 2023  | Cross Internacional das Amendoeiras em Flor Albufeira        | 8,45 km / 6,37 km  | Yann Schrub 25:17 min          | Likina Amebaw 21:35 min         | [ 16 ]  |

## Silber
| Datum              | Veranstaltung                                               | Distanz          | Sieger                  | Siegerin                      | Bericht |
| ------------------ | ----------------------------------------------------------- | ---------------- | ----------------------- | ----------------------------- | ------- |
| 24. September 2022 | Lidingöloppet Lidingö                                       | 30,0 km          | Samuel Tsegay 1:38:00 h | Sylvia Mboga Medugu 1:54:57 h | [ 17 ]  |
| 22. Oktober 2022   | Antrim International Cross Country Belfast                  | 8,0 km / 6,0 km  | Abeje Ayana 25:24 min   | Medina Eisa 21:07 min         |         |
| 30. Oktober 2022   | CrossCup de Mol Mol                                         | Kurzrennen       | Maxime Delvoie 4:10 min | Mariska Parewyck 4:52 min     |         |
| 30. Oktober 2022   | CrossCup de Mol Mol                                         | Langrennen       | Joel Ayeko 28:37 min    | Sarah Lahti 21:38 min         |         |
| 6. November 2022   | Cross Internacional de San Sebastián Donostia-San Sebastián | 9,6 km / 7,6 km  | Addisu Yihune 25:28 min | Purity Chepkirui 29:08 min    |         |
| 27. November 2022  | International Warandecross Tilburg Tilburg                  | 10,0 km / 8,0 km | Elzan Bibić 29:26 min   | Sarah Lahti 26:40 min         |         |

## Bronze
| Datum            | Veranstaltung                                 | Distanz         | Sieger                        | Siegerin                       | Bericht |
| ---------------- | --------------------------------------------- | --------------- | ----------------------------- | ------------------------------ | ------- |
| 21. Januar 2023  | Kenianische Crosslauf-Meisterschaften Nairobi | 10,0 km         | Charles Katul Lokir 29:20 min | Ruth Chepngetich 32:57 min     |         |
| 12. Februar 2023 | Cross della Vallagarina Rovereto              | 9,0 km / 5,3 km | Egide Ntakarutimana 27:27 min | Francine Niyomukunzi 17:41 min |         |

## Gesamtwertung

### Männer
| Platz | Athlet               | Land | Punkte |
| ----- | -------------------- | ---- | ------ |
| 1     | Yann Schrub          | FRA  | 3720   |
| 1     | Thierry Ndikumwenayo | BDI  | 3720   |
| 1     | Rodrigue Kwizera     | BDI  | 3720   |
| 4     | Levy Kibet           | KEN  | 3660   |
| 5     | Birhanu Balew        | BHR  | 3660   |
| 6     | Joel Ayeko           | UGA  | 3570   |
| 7     | Abdessamad Oukhelfen | ESP  | 3560   |
| 7     | Merhawi Mebrahtu     | ERI  | 3560   |

### Frauen
| Platz | Athlet               | Land | Punkte |
| ----- | -------------------- | ---- | ------ |
| 1     | Rahel Daniel         | ERI  | 3720   |
| 1     | Lucy Mawia           | KEN  | 3720   |
| 3     | Isabel Barreiro      | ESP  | 3620   |
| 4     | Laura Luengo         | ESP  | 3580   |
| 5     | Purity Chepkirui     | KEN  | 3570   |
| 6     | Francine Niyomukunzi | BDI  | 3560   |
| 7     | Sarah Lahti          | SWE  | 3550   |
| 8     | Nadia Battocletti    | ITA  | 3545   |